# Lunca Banului
Lunca Banului is een Roemeense gemeente in het district Vaslui.
Lunca Banului telt 3959 inwoners.